# Slash’s Blues Ball
A Slash's Blues Ball egy rövid életű amerikai, bluesfeldolgozásokat játszó együttes. Alapító tagja a Guns N’ Roses gitárosa, Slash. Olyan feldolgozásokat játszottak, mint a Stone Free, Born Under a Bad Sign, Hoochie Cootchie Man, Suspicious. Ezenkívül néhány Slash’s Snakepit dalt és néhány olyan feldolgozást, melyet a Guns N’ Roses játszott, mint például a Knockin' on Heaven's Door című híres Bob Dylan-dalt.

## Tagok 1996 - 1998
- Saul "Slash" Hudson - szólógitár
- Johnny Griparic - basszusgitár
- Alvino Bennet - dob
- Bobby Schneck - ritmusgitár
- Dave McLaurin - szaxofon
- Teddy Andreadis - ének, szájharmonika, billentyűk

## Külső hivatkozások
- Slash hivatalos rajongói oldala